# Eilidh Gibson
Pour les articles homonymes, voir Gibson.
Eilidh Gibson, née le 4 octobre 1995, est une céiste britannique pratiquant le slalom
. En 2017, elle remporte la médaille d'or lors des championnats du monde en C1 par équipe avec Mallory Franklin et Kimberley Woods.

## Palmarès

### Championnats du monde
- 2017 à Pau
  -  Médaille d'or en équipe 3xC1

### Championnats d'Europe
- 2015 à Markkleeberg
  -  Médaille de bronze en équipe 3xC1
- 2016 à Liptovský Mikuláš
  -  Médaille d'or en équipe 3xC1
- 2017 à Tacen
  -  Médaille d'or en équipe 3xC1